# A Reality Tour (album)
A Reality Tour is een livealbum van de Britse muzikant David Bowie, uitgebracht in 2010. Het album bevat een samenvatting van twee optredens die Bowie gaf in het kader van zijn A Reality Tour in support van zijn album Reality in het Point Theatre in Dublin op 22 en 23 november 2003. Dit album is een audioversie van de concertfilm met dezelfde naam, met de uitzondering van de bonustracks "Days", "China Girl", "Fall Dog Bombs the Moon", "Breaking Glass" en "5:15 The Angels Have Gone".
De interpretaties van de nummers zijn op het album vaak heviger dan die op de oorspronkelijke albums om beter te passen bij de band die gebruikt werd om Reality op te nemen. Zo is een meer dynamische versie van "Rebel Rebel" gebruikt als opener, waarbij het publiek aanzienlijk aanwezig is en Bowie het nummer afsluit met de Ierse zin "Tiocfaidh ár lá", wat "Onze dag zal komen" betekent. Ook wordt de stem van het publiek gebruikt in "All the Young Dudes", waarin Bowie's stem in het refrein ietwat buiten zijn bereik lag, en "Life on Mars?", waarbij het publiek meezong. Op elektronische nummers als "Sunday" en "Heathen (The Rays)" werden nieuwe "Spooky Ghost"-arrangementen van Gerry Leonard gebruikt. "Loving the Alien" werd opnieuw gearrangeerd voor de akoestische gitaar en werd alleen door Bowie en Leonard opgevoerd.

## Tracklist
- Alle nummers geschreven door Bowie, tenzij anders genoteerd.

1. "Rebel Rebel" – 3:30
2. "New Killer Star" – 4:59
3. "Reality" – 5:08
4. "Fame" (Bowie/John Lennon/Carlos Alomar) – 4:12
5. "Cactus" (Black Francis) – 3:01
6. "Sister Midnight" (Bowie/Alomar/Iggy Pop) – 4:37
7. "Afraid" – 3:28
8. "All the Young Dudes" – 3:48
9. "Days" – 3:25
10. "Be My Wife" – 3:15
11. "China Girl" (Bowie/Pop) – 4:18
12. "The Loneliest Guy" – 3:58
13. "The Man Who Sold the World" – 4:18
14. "Fantastic Voyage" (Bowie/Brian Eno) – 3:13
15. "Hallo Spaceboy" (Bowie/Eno) – 5:28
16. "Sunday" – 7:56
17. "Under Pressure (Bowie/Freddie Mercury/Brian May/Roger Taylor/John Deacon) – 4:18
18. "Life on Mars?" – 4:40
19. "Battle for Britain (The Letter)" (Bowie/Reeves Gabrels/Mark Plati) – 4:55
20. "Fall Dog Bombs the Moon" – 4:11
21. "Ashes to Ashes" – 5:46
22. "The Motel" – 5:44
23. "Loving the Alien" – 5:17
24. "Breaking Glass" (Bowie/Dennis Davis/George Murray) – 2:27
25. "5:15 The Angels Have Gone" – 5:22
26. "Never Get Old" – 4:18
27. "Changes" – 3:51
28. "I'm Afraid of Americans" (Bowie/Eno) – 5:17
29. ""Heroes"" (Bowie/Eno) – 6:58
30. "Bring Me the Disco King" – 7:56
31. "Slip Away" – 5:56
32. "Heathen (The Rays)" – 6:24
33. "Five Years" – 4:19
34. "Hang On to Yourself" – 2:50
35. "Ziggy Stardust" – 3:44

## Musici
- David Bowie: zang, gitaar, Stylophone, mondharmonica
- Earl Slick: gitaar
- Gerry Leonard: gitaar
- Gail Ann Dorsey: basgitaar, achtergrondzang, leadzang op "Under Pressure"
- Sterling Campbell: drums
- Mike Garson: keyboards, piano
- Catherine Russell: keyboards, percussie, akoestische gitaar, achtergrondzang